# Contea di Guazhou
La contea di Guazhou (瓜州县S, Guāzhōu XiànP) è una contea della Cina, situata nella provincia del Gansu.
Fino al 2006 era chiamata contea di Anxi.